# أليكس كام
أليكس كام (بالكورية: 감강찬) هو متزلج فني كوري الجنوبي، ولد في 23 مايو 1995 في كوينزتاون في نيوزيلندا.

## وصلات خارجية
- أليكس كام على موقع الاتحاد الدولي للتزلج (الإنجليزية)
- أليكس كام على موقع الاتحاد الدولي للتزلج (الإنجليزية)
- أليكس كام على موقع الاتحاد الدولي للتزلج (الإنجليزية)
- أليكس كام على موقع أوليمبيديا (الإنجليزية)